# Albaladejo del Cuende
Albaladejo del Cuende ist ein Ort und eine zentralspanische Gemeinde (municipio) mit 215 Einwohnern (Stand: 2024) im Norden der Provinz Cuenca in der Autonomen Region Kastilien-La Mancha. 

## Lage und Klima
Albaladejo del Cuende liegt auf der Westseite des Iberischen Gebirges in einer Höhe von ca. 920 m. Die Provinzhauptstadt Cuenca befindet sich gut 30 Kilometer (Fahrtstrecke) nordnordöstlich. Das Klima im Winter ist gemäßigt, im Sommer dagegen warm bis heiß. Regen (480 mm/Jahr) fällt das ganze Jahr über.

## Bevölkerungsentwicklung
| Jahr      | 1970 | 1981 | 1991 | 2001 | 2011 | 2021 |
| Einwohner | 986  | 583  | 465  | 384  | 334  | 240  |

## Sehenswürdigkeiten

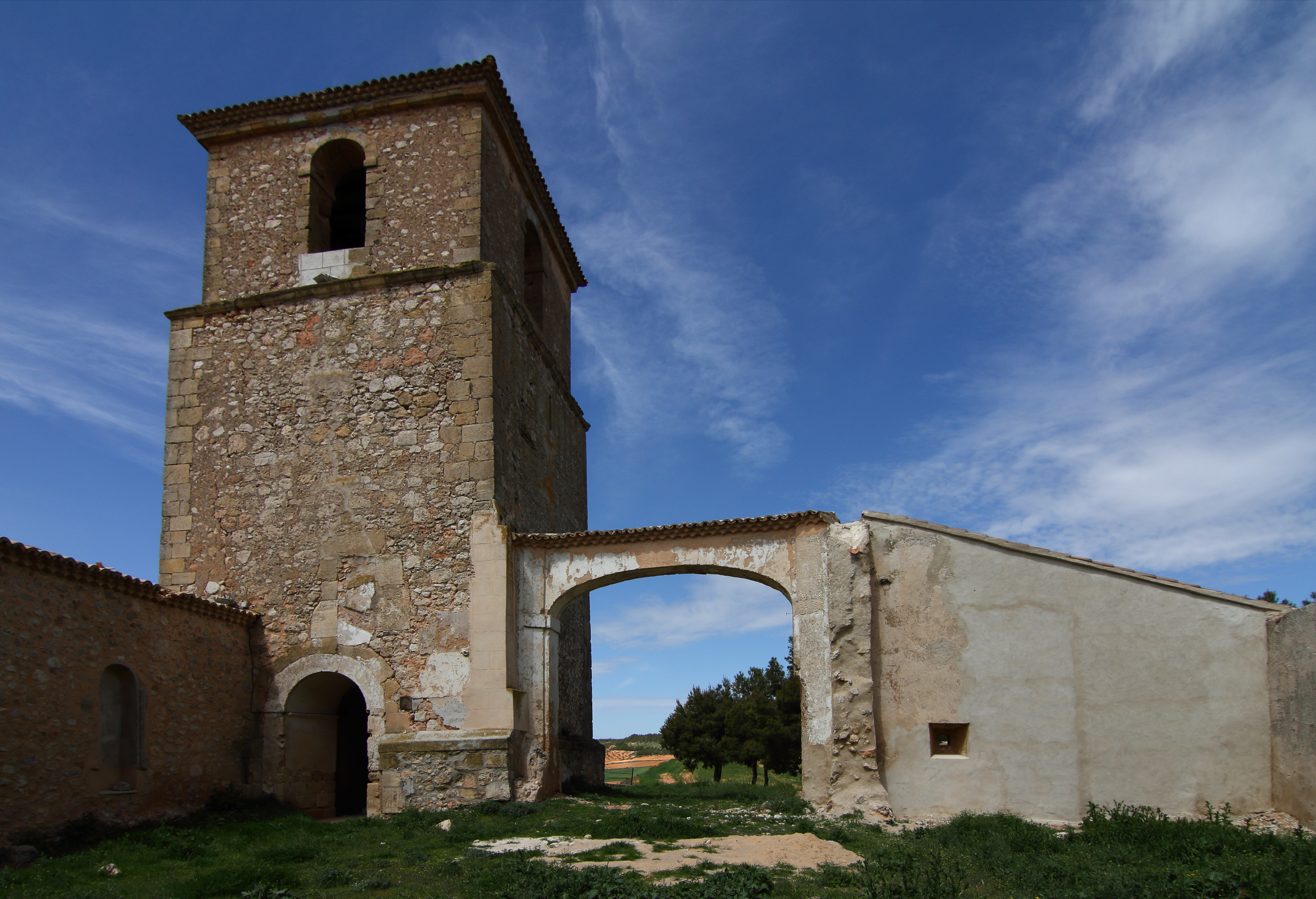
Ruine der Himmelfahrtskirche
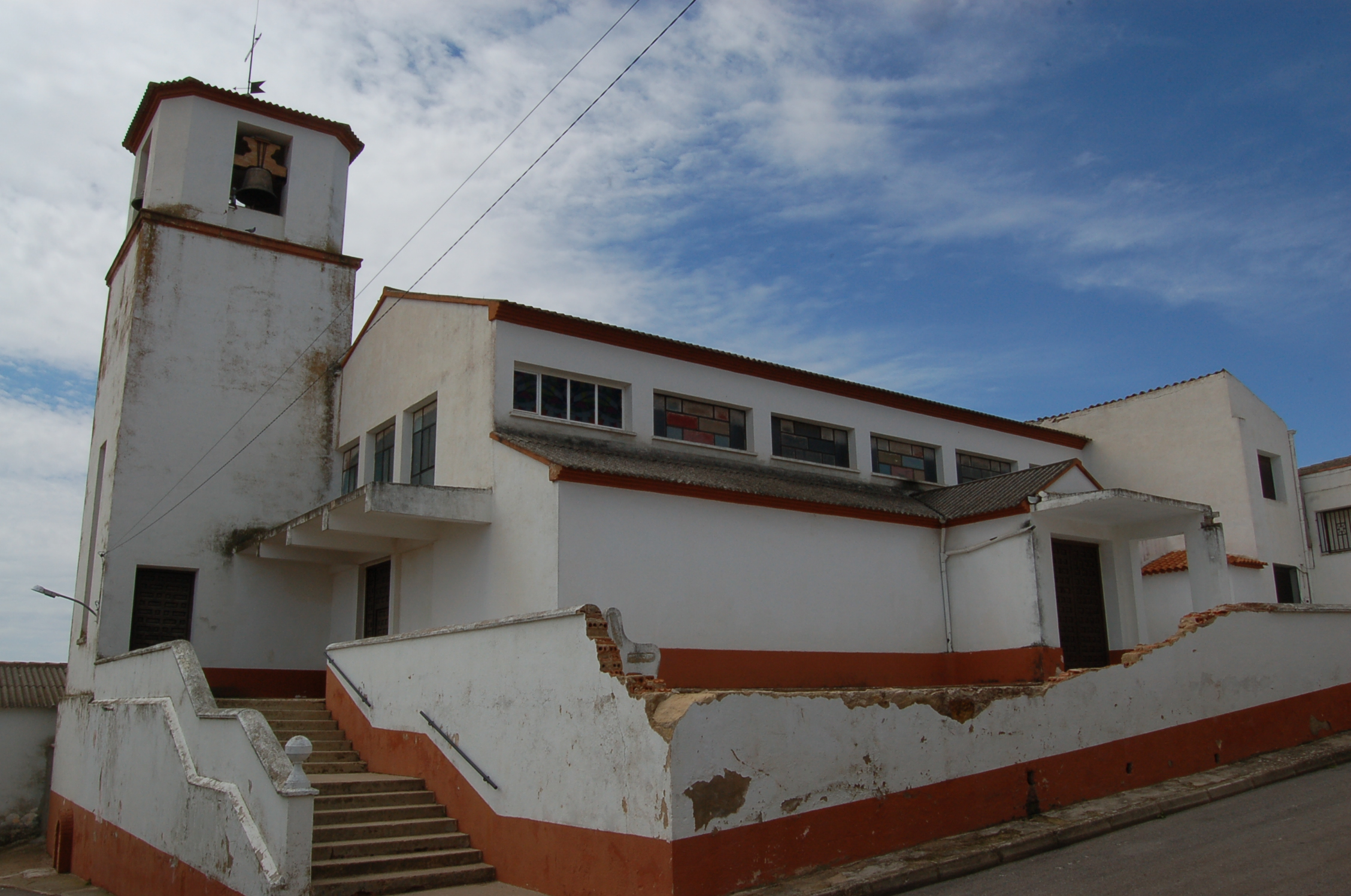
Marienkapelle
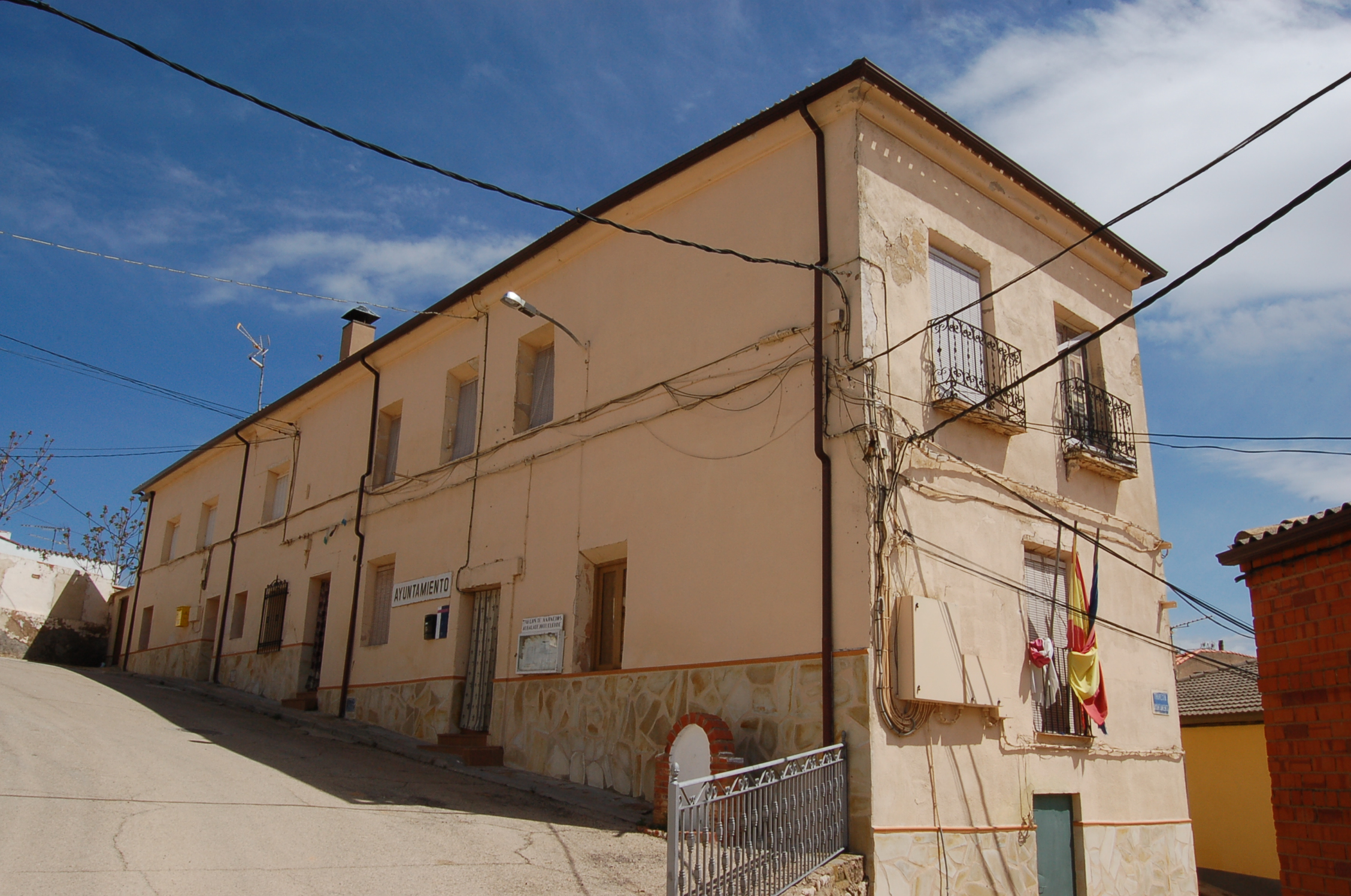
Isidorkapelle

- Ruine der Himmelfahrtskirche
- Neue Kirche
- Rathaus